# 가우스-쿠즈민-비어징 상수
수학에서 가우스-쿠즈민-비어징 상수(Gauss–Kuzmin–Wirsing operator) 또는 가우스-쿠즈민-와이싱 상수는 카를 프리드리히 가우스, 쿠즈민(Rodion Osievich Kuzmin) 및 비어징(Eduard Wirsing)의 이름을 따서 명명 된 가우스-쿠즈민-비어징(Gauss-Kuzmin-Wirsing) 연산자로서 연분수  연구에 사용된다.
리만 제타 함수와도 관련있다.
우선, 가우스-쿠즈민-비어징 연산자는 가우스(Gauss) 매핑(mapping)의 전달 연산자이다.
{\displaystyle h(x)={1 \over x}-\left\lfloor {1 \over x}\right\rfloor }
이 연산자는 다음과 같은 함수에서 작동한다.
{\displaystyle [Gf](x)=\sum _{n=1}^{\infty }{{1} \over {(x+n)^{2}}}f\left({{1} \over {x+n}}\right)}
이 연산자의 첫 번째 고유 함수는 다음과 같다.
{\displaystyle {{1} \over {\ln 2}}{{1} \over {1+x}}}
이는{\displaystyle \lambda 1=1}의 고유 값에 해당한다. 이 고유 함수는 연속 분수 (연분수) 확장에서 주어진 정수의 출현 확률을 나타내며 가우스-쿠즈민(Gauss-Kuzmin) 분포라고 하며, 가우스 맵(Gauss map)은 연분수에서 계속되는 분수에 대한 잘림 쉬프트 연산자의 역할을 하기 때문에 부분적으로는 다음과 같다.
{\displaystyle x=[0;a_{1},a_{2},a_{3},\dots ]\,}
숫자{\displaystyle 0<x<1}의 계속되는 소수 표현이며,
{\displaystyle h(x)=[0;a_{2},a_{3},\dots ]}
추가적인 고유치는 수치 적으로 계산될 수 있고, 다음 고유치,
{\displaystyle \lambda 2=-0.3036630029...(OEISA038517)}는,
그 절대 값이 가우스-쿠즈민-비어징 상수로 알려져 있다. 추가적인 고유 함수에 대한 분석 형식은 알려져 있지 않고, 고유치가 무리수인지도 알려져 있지 않다.

## 같이 보기
- 연분수(연속분수)
- 바닥 함수와 천장 함수
- 리만 제타 함수
- 수학 상수